# Меланіпп
Меланіпп (грец. Μελάνιππος) — один із хоробрих фіванців, який захищав місто під час походу сімох проти Фів; убив Тідея, а сам загинув від руки Амфіарая. 
Меланіпп — ахайський юнак, що покохав жрицю Артеміди Комето і розділив з нею ложе в храмі богині. Розгнівана Артеміда наслала на країну неврожай і моровицю. Щоб уласкавити богиню, оракул наказав щороку приносити їй у жертву юнака й дівчину.
Меланіпп — син Ареса й дочки Тритона Тритії, який заснував в Ахайї місто і назвав його ім'ям матері.
Меланіпп — син Тесея і Перігіуни, батько Іокса.
Меланіпп — син Ікетаона з Трої. Він був братом Тимоїта, Крітолая і, можливо, Антінора. Меланіпп воював під проводом Гектора, бажаючи помститися за смерть свого двоюрідного брата Долопа, але був убитий Антілохом під час Троянської війни.